# Kirkhope Tower

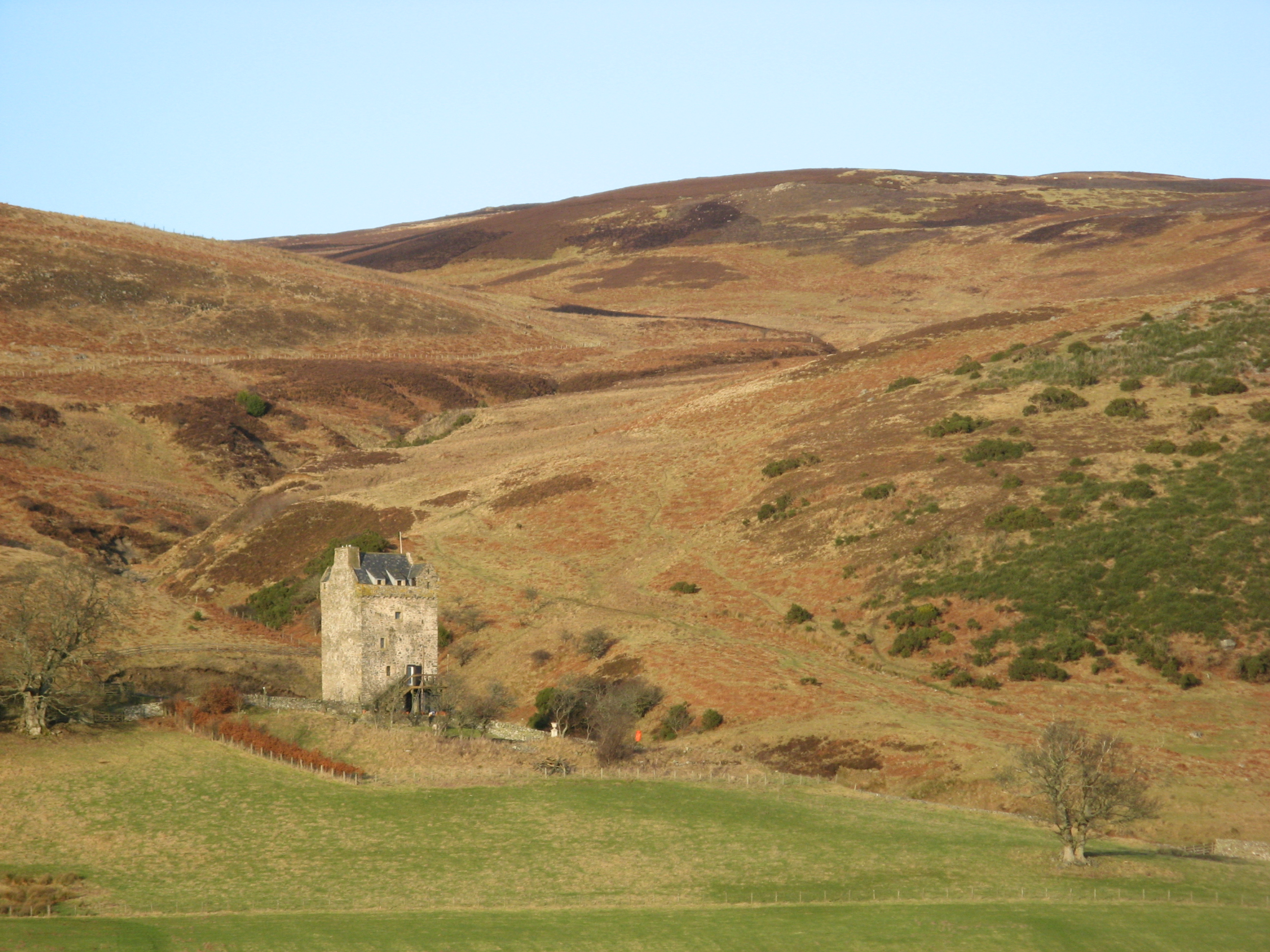
Kirkhope Tower

Kirkhope Tower ist ein Tower House nahe der schottischen Ortschaft Ettrickbridge in der Council Area Scottish Borders. 1971 wurde das Bauwerk in die schottischen Denkmallisten in der höchsten Denkmalkategorie A aufgenommen. Des Weiteren ist es als Scheduled Monument klassifiziert.

## Beschreibung
Das vierstöckige Tower House steht isoliert auf einer Anhöhe rund einen Kilometer nordwestlich von Ettrickbridge. Es entstand im späten 16. Jahrhundert am Standort eines Vorgängerturms, der 1543 geschleift wurde. Das längliche Gebäude weist eine Grundfläche von 8,5 m × 7 m auf. Es war zuvor von einer 27 m × 14 m umfassenden Befestigungsmauer umfriedet. Das Mauerwerk besteht aus Bruchstein mit wenigen Natursteindetails. Kirkhope Tower besaß zwei Eingangsportale, die übereinander an der Südseite angeordnet waren. Das obere wurde zwischenzeitlich jedoch teilweise durch Mauerwerk verschlossen und zu einem Fenster umgestaltet. Ungewöhnlicherweise verfügt Kirkhope Tower nicht über Schießscharten. Auf drei Seiten kragt ein zinnenbewehrter Wehrgang aus. Das aufsitzende Haus schließt mit einem Satteldach, dessen Giebel als Staffelgiebel gearbeitet sind. 1997 wurde das Tower House restauriert und ist seitdem bewohnt.